# Senobasis fulva
Senobasis fulva är en tvåvingeart som först beskrevs av Jacques-Marie-Frangile Bigot 1878.  Senobasis fulva ingår i släktet Senobasis och familjen rovflugor. Inga underarter finns listade i Catalogue of Life.